# Walter Albini
Walter Albini, pseudonimo di Gualtiero Angelo Albini (Busto Arsizio, 9 marzo 1941 – Milano, 31 maggio 1983), è stato uno stilista italiano.
È ritenuto il padre della moda prêt-à-porter, lo stilista che è uscito dall'atelier per entrare in fabbrica.

## Biografia
(Walter Albini)
Nato a Busto Arsizio il 9 marzo 1941, frequenta l'Istituto d'arte, disegno e moda di Torino. A 17 anni, collabora con giornali e riviste, realizzando schizzi dalle sfilate d'alta moda, prima da Roma, poi da Parigi. Qui incontra, tra gli altri, Coco Chanel. Dopo un incontro con Mariuccia Mandelli, lavora tre anni per Krizia, e successivamente a fianco di Karl Lagerfeld (all'epoca agli esordi).
Disegna successivamente per Cadette, poi per Trell. Verso la fine degli anni '60, ormai affermato, lavora per alcune delle principali piccole industrie italiane del settore, e per marchi internazionali come Cole of California.
È del 1970 la sua prima proposta della formula "unimax": uniformità di taglio e colore per uomo e donna. È anche l'anno della collezione Anagrafe, otto spose rosa in lungo, otto vedove in nero corto.
Anna Piaggi conia per lui il termine "stilista", per poterlo definire. Con cinque case di moda, specializzate per tipologie di prodotto e coordinate secondo un progetto unitario in termine di stile, ottiene una linea completa che decide di presentare a Milano e non nell'allora capitale italiana della moda, Firenze, segnando così la nascita del pret-à-porter italiano. Tuttavia, mentre la stampa internazionale lo definisce il "nuovo astro italiano", forte come Yves Saint Laurent, quella italiana si dimostra più critica e chiusa all'innovazione.
Nella primavera-estate 1973, dopo aver rotto tutti i contratti con le varie case di moda, presenta a Londra una nuova linea per uomo e donna col suo nome. È la prima volta che viene adottata la formula di una prima linea di immagine forte ma di vendita ristretta, economicamente sostenuta da una seconda linea per la diffusione. Nello stesso anno apre lo showroom di via Pietro Cossa a Milano, dove verranno vendute tutte le sue collezioni, e si trasferisce a Venezia, dove ambienta, al caffè Florian, una sfilata.
Fautore e pioniere del look totale, lo mette in atto in prima persona, identificando il suo stile di vita con lo stile creativo, arredando le case in tono con le sue collezioni di moda e disegnando tessuti, oggetti, mobili, vetri.
Nel 1975, a Roma, presenta la sua prima collezione di alta moda ispirata a Chanel e agli anni '30, da sempre suoi modelli di riferimento.
Ricoverato alla Casa di Cura La Madonnina, Albini scompare appena quarantaduenne, lasciando un'eredità che dopo la sua morte è stata riletta da molti altri stilisti.
Walter Albini ha dato un incisivo impulso al pre-à-porter italiano come espressione di design applicato alla moda in modo innovativo, ma con solidi riferimenti storici; ha inventato la nuova donna in giacca, pantaloni o chemisier; ha riproposto il revival come intelligente forma di ricerca e reinvenzione; ha usato criticamente la contestazione e l'ironia; ha affermato il look totale, con cura estrema dei particolari e degli accessori, per lui ancora più importanti dell'abito, e con un perfezionismo maniacale, pur tradotto in grande distacco e naturalezza.

## Archivio Walter Albini
L'archivio di Walter Albini è conservato presso privati; la documentazione, articolata in serie (Archivio Audio video; Archivi del prodotto; Archivio dei disegni; Archivio fotografico; Archivio Ufficio stampa; Archivio ufficio tecnico e stile), va dal 1965 al 1983.